# 吴问涛
吴问涛（1912年—？），男，浙江杭州人，中国机场建设专家，曾任中国民用航空总局修建局总工程师兼副局长，第六、七届全国政协委员。